# The Sody Clerk
The Sody Clerk è un cortometraggio muto del 1916 diretto da Wallace Beery. È il primo episodio della serie di comiche in due rulli Timothy Dobbs, That's Me. La serie era scritta e interpretata da Carter DeHaven, all'epoca uno degli attori comici più noti del cinema americano.

## Produzione
Il film fu prodotto dalla Nestor Film Company.

## Distribuzione
Distribuito dall'Universal Film Manufacturing Company, il film - un cortometraggio di due bobine - uscì nelle sale cinematografiche USA il 20 agosto 1916.